# Protección (Honduras)
Protección es un municipio del departamento de Santa Bárbara en la República de Honduras.

## Toponimia
Se llama así porque los comerciantes dicen que era un lugar seguro para descansar y alimentar a los animales en su camino hacia los mercados.

## Límites
Protección se encuentra en el 15,01 latitud norte paralelo y 248,39 de longitud oeste. Protección está en el lado oeste del Departamento de Santa Bárbara.
| Orientación | Límite                                |
| ----------- | ------------------------------------- |
| Norte       | Municipio de Macuelizo, Santa Bárbara |
| Sur         | Municipio de Naranjito, Santa Bárbara |
| Este        | Municipio de San Luis, Sana Bárbara   |
| Oeste       | Municipio de Nueva Arcadia, Copán.    |

El Municipio de Protección tiene una superficie de 151,6 km².

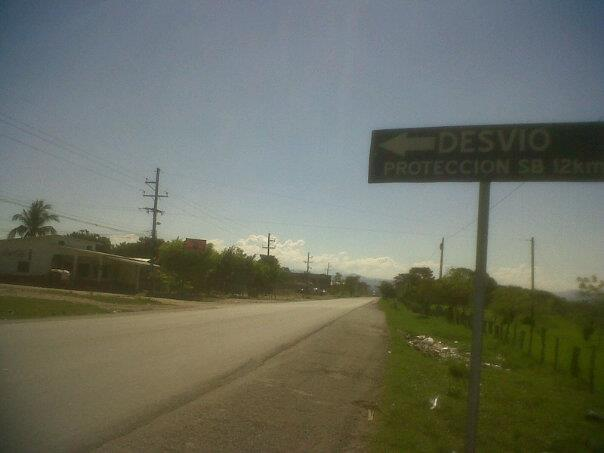
Desvío que conduce a Protección SB. fotografía por Darwin Reyes

Un camino se extiende 13.8 km entre Protección y Chalmeca, que está conectado a la autopista internacional que corre entre San Pedro Sula y El Salvador. El camino a Protección es lastrado y transitable todo el tiempo. También hay una pequeña red de más de 61 km de caminos que dan el acceso a las comunidades alrededor de Protección. Estos son transitables principalmente durante el verano. Las lluvias a menudo hacen las calles impasible durante el invierno.

## Geografía
La topografía de Protección es bastante irregular. La altitud media es de 980 m s. n. m. El municipio está rodeado de colinas.

### Recursos Hídricos

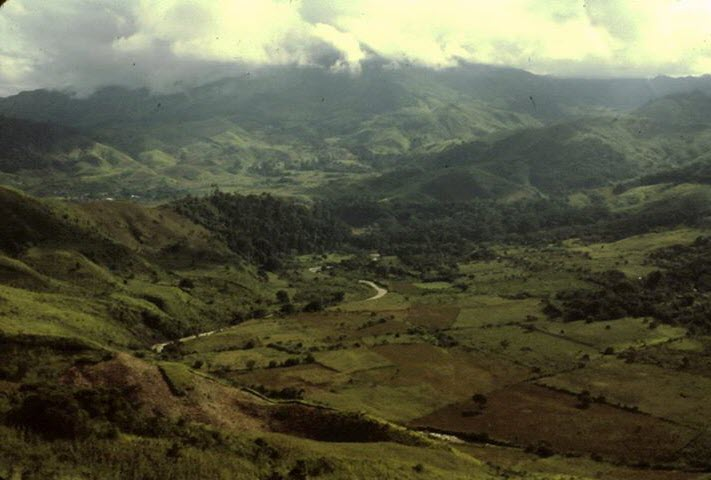
Río Blanco, en el municipio de Protección.

Protección se encuentra dentro de la cuenca que abarca el proyecto subcuenca Chiquilá, que se centra en la protección de las fuentes de agua en la región. Las fuentes más importantes de agua para Protección son La Angostura, Cerro Redondo, Copo Helado y Las Moras, que actúan como cuencas que desembocan en importantes cuencas hidrográficas del país. Se trata son los ríos Chamelecón, y Ulúa, y parte del Jicatuyo. El único río que atraviesa el municipio es el Río Blanco.

### Recursos forestales

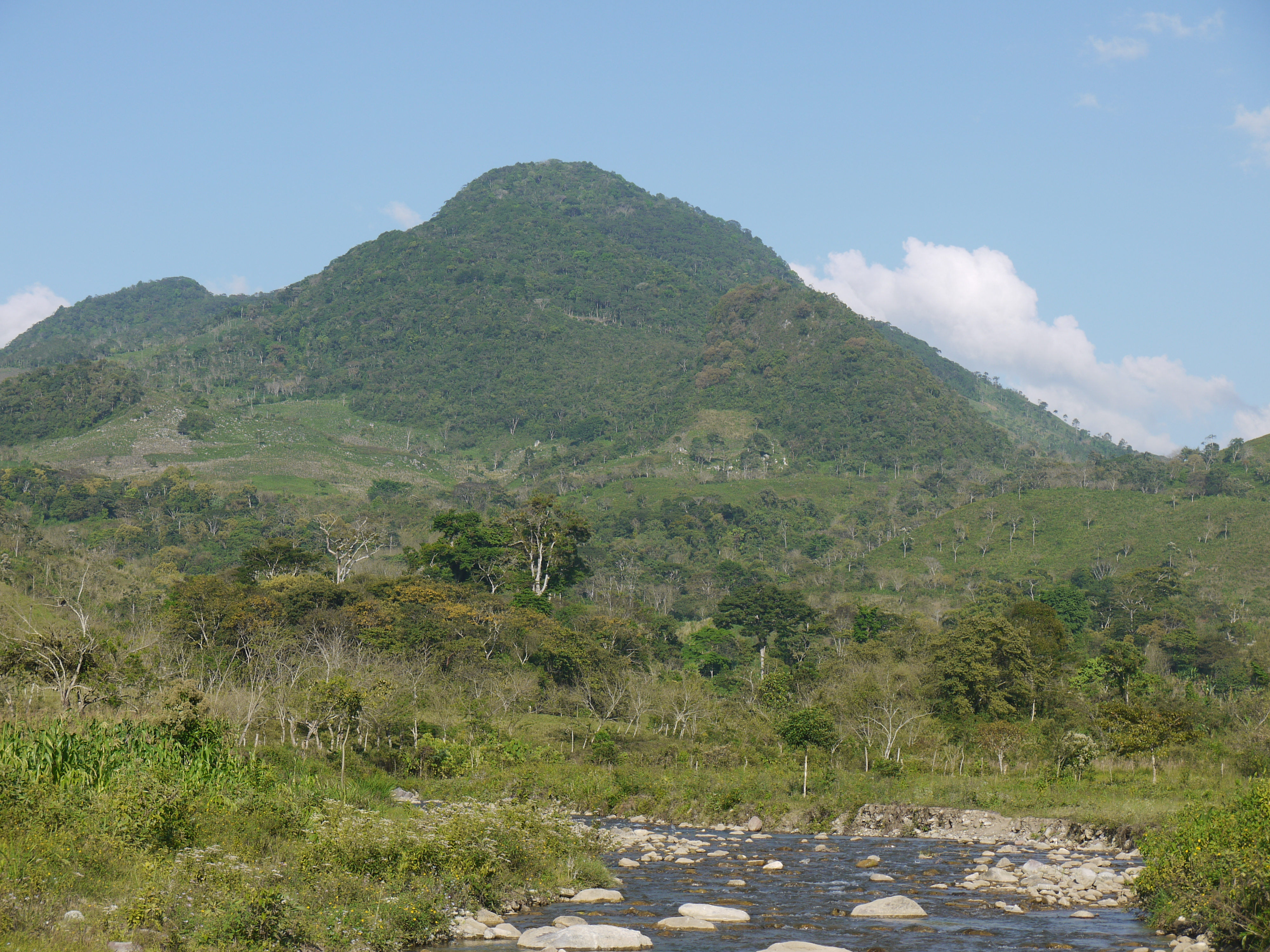
Terreno cerca del pueblo de Palma Real, una aldea de San Luis, junto a la Municipalidad de Protección

El área está cubierta de bosques de pinos. Pinus caribaea es más común en las elevaciones más bajas, mientras que es más probable que encuentre Pinus maximinoi por encima de 1300 m. El sotobosque se encuentra formado por especies menores como robles, nance, encino zarza, gramíneas, helechos y chaparro. Ha habido una amplia deforestación por personas que se desplazan dentro de la región y por las laderas en busca de una parcela de tierra para mantener a una familia. Métodos agrícolas tradicionales de roza y quema contribuyen al problema de la deforestación, junto con el ganado pastos de siembra, y limpiar la tierra para la producción de café. En las últimas décadas se ha producido la deforestación en toda la región de cultivo de café de América Central debido a la introducción de café de mayor productor de que no requiere sombra.

## El Clima
El clima de esta zona es templado, con una temperatura media promedio de 20 °C La precipitación media anual es 1300 mm por año. Honduras tiene dos temporadas. La temporada de lluvias se conoce como el invierno y la temporada seca de verano. La mayor parte de la lluvia recibida por Protección cae durante entre junio y noviembre, con la estación seca que se extiende desde finales de enero hasta mayo.

## Historia

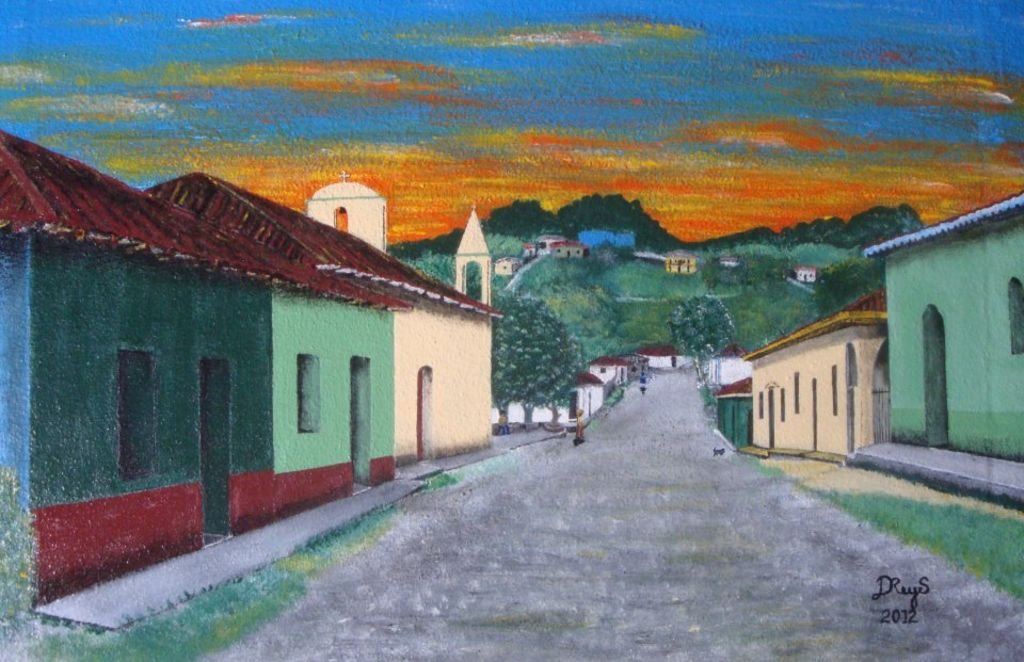
Municipio de Protección Santa Bárbara, Honduras. Pintura hecha por Darwin Reyes

En 1880, fue fundada, con el nombre de El Ocotal El nombre se debe a la abundancia de pinos que se encontraban en la zona («Ocotal)» se utiliza coloquialmente para referirse, en Honduras, a un grupo de árboles de pino). Los primeros habitantes llegaron a pastar el ganado de las comunidades de Santiago y Comunidad de San Juan Posta, perteneciente al Municipio de Naranjito, Santa Bárbara. Las primeras casas, llamadas «toros», se construyeron de la hierba. Debido a que los trabajadores tenían que viajar cierta distancia para pastar su ganado, decidieron empezar a construir sus viviendas en la zona. Las residencias más permanentes dieron forma al nuevo asentamiento.
El pueblo creció rápidamente, por lo que los residentes comenzaron a reunirse con el Municipio de Naranjito en 1883 para cambiar el nombre de la comunidad y darle estatura oficial. Después de varias reuniones, los vecinos decidieron llamar a su pueblo Protección. Los comerciantes que pasaban por el asentamiento lo llamaron «Protección», ya que era un lugar seguro para descansar y alimentar a sus animales en su camino hacia los mercados. Los habitantes pensaron que sería una buena descripción de las tierras que serían protegidos por Dios en todos los aspectos. Tras el cambio de nombre, la comunidad creció con mayor rapidez. La gente venía de San Luis y Naranjito, Santa Bárbara, así como de la República de Guatemala y República de El Salvador
En 1890, se estableció la primera escuela en una casa construida por Florencio Martínez, originario del Municipio de San Marcos, Santa Bárbara, fue el primer maestro de educación que trabajó en Protección.
En el Título del Terreno de 26 de diciembre de 1898, el área que se denomina terreno ejidal. A partir de 1910, el pueblo comenzó las negociaciones con el gobierno de la capital del Departamento de Santa Bárbara para convertirse en un municipio. Después de muchos esfuerzos y viajes de los líderes de la comunidad a Santa Bárbara, a la comunidad se le dio el título de municipio el 15 de mayo de 1927, con las primeras comunidades que fueron La Laguna, Las Crucitas, El Chile y Las Posas. Los padres fundadores fueron Florencio Martínez, Juan Reyes Martínez, Bartolomé Reyes Martínez y Julio Madrid, que trabajaron con entusiasmo por el progreso de la comunidad, a pesar de muchas dificultades que eran característicos de la época.

## Población
Protección tiene 17.272 habitantes. De ellos 7.205 son hombres o niños y 7.067 son mujeres o niñas. La mayoría de la población (53,34%) tienen 18 años o menos. La densidad de población del Municipio de Protección equivalente a 55 personas por kilómetro cuadrado (14.272 habitantes/ 261.6 km²).
El mayor crecimiento de la población se produce de oeste a este y actualmente tiene una tasa de crecimiento del 3,1% anual. Los núcleos de población se asientan en las zonas bajas de las colinas circundantes. La población se agrupa en 6 barrios, 19 aldeas, y 19 caseríos. Las siguientes secciones enumeran los barrios, aldeas, caseríos en Protección.

## Economía
Las actividades económicas del municipio son el cultivo del café, la agricultura de subsistencia de maíz y frijoles, el comercio a pequeña escala, servicios de apoyo a una comunidad agrícola, incluidos los talleres de carpintería, construcción, metálicos y mecánicos, sastres y modistas, peluqueros, y las pequeñas empresas comerciales. Los pequeños pueblos y aldeas del municipio han crecido tradicionalmente café para la venta a gran escala, y el maíz y el frijol para su subsistencia. Algunas comunidades cultivan plátanos, piñas y verduras. A veces las familias son capaces de producir excedentes de maíz y frijoles para la venta en el casco urbano del municipio o en las comunidades más grandes cerca de la carretera de acceso a Protección. Los compradores a veces también conducen sus camionetas en las aldeas y caseríos, especialmente durante las cosechas, para la compra de sacos de granos y café. El ganado se cultivan a pequeña escala.

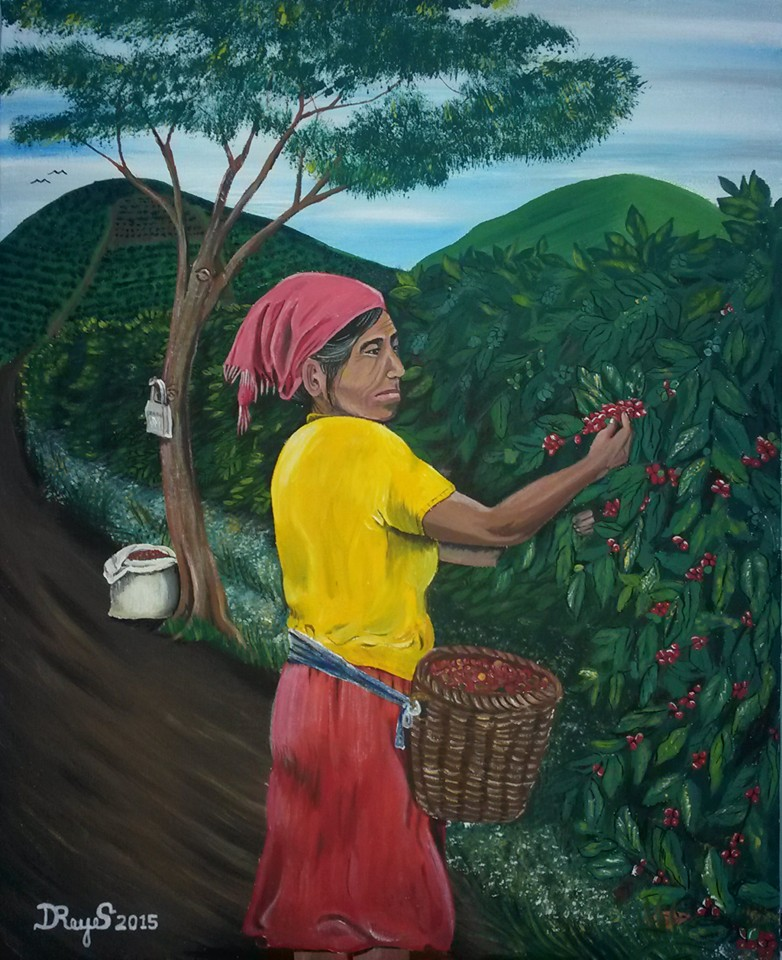
Pintura de Darwin Reyes dedicada al departamento de Santa Bárbara por ser uno de los mayores productores de café.

El café representa alrededor del 30 por ciento de la producción agrícola, el maíz y el frijol representan alrededor del 65 por ciento, y el pastoreo de ganado juega un papel menor. En promedio, el 85% por ciento del maíz y el frijol se consume localmente o por los productores, mientras que el 15% se exporta de la comunidad. Pequeñas cantidades de frutas y verduras se cultivan principalmente para el consumo local. Las frutas son bananos y plátanos, aguacates, mangos y papayas.
Comercio de bienes y servicios se produce principalmente en los barrios principales de Protección. También están las oficinas de los diversos organismos públicos que sirven al municipio A partir de 2012, la población en edad de trabajo representa aproximadamente el 70% de la población. Treinta y ocho por ciento de la población en edad de trabajar está empleada remunerado, incluyendo el 85 por ciento del empleo remunerado están ocupadas, aunque muchos de ellos ya sea a tiempo parcial o subempleados. Las profesiones predominantes son el ama de casa, agricultores, obreros, comerciantes, camareras, trabajadores de la construcción, maestros de escuela primaria, los carpinteros, los peritos, los tabaqueros, mecánica, sombrereras y lavanderas.
El subempleo existe sobre todo entre las mujeres. Participan principalmente en las actividades familiares. Ellos ayudan con las tareas agrícolas, sobre todo en la selección de café o cuidando a otros aspectos de la producción de café. Las mujeres reciben algunos ingresos de la cría de las ventas de aves de corral, de los huevos, la costura, el corte de café, el cultivo de peces, cerdos en crecimiento, microempresas, procesamiento de vegetales, y corriendo pequeñas tiendas y restaurantes.

### Tenencia de la Tierra
Tenencia de la tierra es siempre un problema. Treinta y cinco por ciento de la población de Protección no tienen tierra, mientras que el 65% de la población tiene la tierra, pero la propiedad permanece en manos de los individuos ricos o entidades corporativas. Hay algunas tierras de las comunidades que resultaron de los esfuerzos de redistribución de la tierra, tales como la comunidad de La Ruidosa, donde los agricultores trabajan parcelas de la tierra, pero no tienen propiedad. Cabe señalar que las comunidades como La Laguna, El Corozal, entre otros se encuentran en terrenos privados que no han sido autenticados por los habitantes.

## Turismo

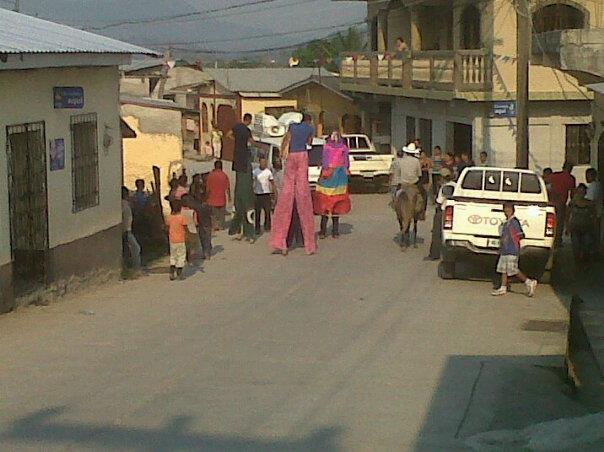
Celebración de la feria patronal y aniversario de la creación del municipio

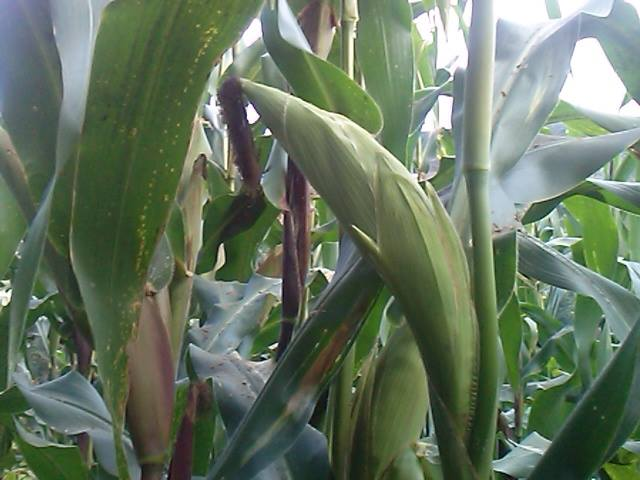
El maíz, utilizado en Protección también para hacer variedad de comidas típicas como tamales y cuando esta verde en elote se hacen las famosas montucas. fotografía por Darwin Reyes

Como en el gran parte de Honduras, los habitantes de Protección son en su mayoría mestizos, con la vida centrada principalmente en la agricultura. Ellos se caracterizan por ser amables, alegres y hospitalarios, asumiendo como parte de su cultura la variedad de las costumbres, las tradiciones y los alimentos que son típicos de Honduras. La gente está acostumbrada a usar apodos,.

### Las celebraciones
Al igual que en el resto de Honduras, la mayoría de la población es católica, con un porcentaje creciente de evangélicos. Como tales, se observan las fiestas cristianas, la Navidad y la Semana Santa anterior a la Pascua, como tiempos de celebración. La Nochebuena, como en gran parte de Honduras, se celebra con una cena tarde y noche con los amigos y la familia seguido por la iluminación de los fuegos artificiales a la medianoche. Durante la Semana Santa, se celebra con una procesión. La mayoría de los negocios están cerrados el jueves y viernes de la Semana Santa, ya que son las fiestas nacionales.
Además de Navidad y Pascua, otras fiestas anuales y días festivos se celebran como la Feria Patronal del San Isidro el 1 de mayo (aunque el día del patrón es el 15 de mayo). La población también celebra las fiestas nacionales, como el 15 de septiembre, que es el día de la Independencia de España (Día de Independencia).
Festivales pueden incluir procesiones, concursos de belleza, música, comida, bailes disco y tradicionales, música en vivo y fuegos artificiales.

### Gastronomía
Los alimentos que se consumen habitualmente en Protección son tamales, tamales ticucos, marquesote, pan de maíz, dulce en leche, sopa de mondongo, sopa de gallina criolla, ayote en dulce, tamalitos, montucas, riguas y atol de elote (típicamente hecho con maíz recién cosechado), frijoles, tortillas de maíz, y yuca frita.

## División Política
Aldeas: 14 (2013)
Caseríos: 85 (2013)

### Aldeas
Los 8.634 habitantes de las 19 aldeas de Protección cuentan de 60,5 por ciento de la población del municipio. El rango de tamaño de las aldeas es de 167 hasta 935 habitantes.
| Código | Aldea                        |
| ------ | ---------------------------- |
| 161701 | Protección                   |
| 161702 | Buenos Aires                 |
| 161703 | El Chile                     |
| 161704 | El Encanto                   |
| 161705 | El Ocote o Cerro El Ocote    |
| 161706 | El Triunfo o El Jurcal       |
| 161707 | La Jaguilla o Loma Encerrada |
| 161708 | La Laguna                    |
| 161709 | La Reina                     |
| 161710 | La Ruidosa                   |
| 161711 | Las Delicias o Las Loras     |
| 161712 | Las Vueltas                  |
| 161713 | Pueblo Nuevo                 |
| 161714 | Zambrano                     |
|        | Las Naranjas                 |
|        | Nueva Victoria               |
|        | Nuevas Delicias              |
|        | Nuevo Corralitos             |
|        | Nuevo Porvenir               |
|        | El Zarzal                    |

### Caseríos
Los 2.726 habitantes de los 19 caseríos de Protección cuentan por 19,1 por ciento de la población del municipio. El rango de tamaño de los caseríos son de 22 hasta 317 habitantes.
| - Aldea Nueva - El Anillal - Copo Helado - El Frijolillo - El Güiscoyol | - El Higal - Los Letreros - La Libertad - Monte la Virgen - Nueva Angostura | - Nueva Ceibita - Nuevos Horizontes - La Posona - La Presa - San José | - La Tendida - Tres Cruces - Viejo Porvenir - La Virtud |

### Barrios
Los seis barrios de Protección abarcan los distritos urbanos y administrativos de Protección. Sus 2.912 habitantes representan el 20,4 por ciento de la población del municipio. El rango de tamaño de los barrios es de 257 hasta 1169 habitantes. Estos seis barrios se refieren a menudo colectivamente como «el pueblo de Protección».
| - Barrio Nuevo - El Calvario - El Centro | - San Cristóbal - El Edén - Las Tejeras |